# ليه ديفيدسون
ليه ديفيدسون (بالإنجليزية: Les Davidson)‏ هو لاعب دوري الرغبي أسترالي، ولد في 3 أبريل 1963.